# متحف حلب الوطني
متحف حلب الوطني أحد المتاحف الهامة في سوريا، أنشئ المتحف عام 1931 في مدينة حلب ويضم كنوز من الآثار الهامة لتاريخ محافظة حلب والتاريخ العالمي. ويعدّ هذا المتحف من أهم متاحف العالم في اللقى التي تضمها أجنحته من حقبة ما قبل الميلاد. وقد تأسس في الأصل ليضم الآثار التي اكتشفت في تل حلف رأس العين لذلك زين مدخل المتحف بنسخة من واجهة القصر الملكي في تل حلف وهي من القرن التاسع قبل الميلاد.
اتخذ متحف حلب أول الأمر قصراً عثمانياً وعندما ضاق ذلك البناء بآثار المتحف قررت السلطات الأثرية بناء متحف جديد يليق بمكانة حلب الثقافية فتقرر هدم القصر العثماني (مقر المتحف) وبناء متحف جديد وحديث مكانه وكان ذلك عام 1966. ويتميز المتحف عن غيره من المتاحف العالمية بأن مجموعاته الأثرية بكاملها سورية، وذلك عكس المتاحف الأخرى التي تضم تحفاً مأخوذة من بلاد أخرى. وتثبت معروضاته القيمة الحضارية لوجوده منذ آلاف السنين.
زائر متحف حلب الشهباء يحار من أين يبدأ. إذ تشده جمالية المحتويات في أجنحته الخمسة، وخصوصاً أنها تقسم إلى حقبات تاريخية معينة، تدلل على مقدرة مبدعيها في فنون النحت والنقش والحفر والزركشة بمهارة فائقة يحار المشاهد معها في تحديد مفهومها للحياة الإنسانية.

## أقسام المتحف
يضم المتحف أربعة أجنحة موزعة على طابقين داخل المبنى هي:
- جناح الآثار السورية القديمة، ما قبل التاريخ (الشرق القديم)
- جناح الآثار القديمة.
- جناح الآثار العربية والإسلامية.
- جناح الفن الحديث.

### جناح الآثار السورية القديمة (الشرق القديم)
يتوزع جناح الآثار السورية القديمة على ثلاثة اقسام حيث يضم كل منها عدة قاعات صغيرة. واتبعت طريقة العرض التسلسل الزمني الموجود مع الحفاظ على الآثار المتعلقة بمنطقة جغرافية معينة في قاعة واحدة، يبلغ عدد القطع المعروضة حوالي 20000 قطعة موضوعة في خزائن، وقد زودت كل خزينة بشرح عن الآثار باللغتين العربية والإنكليزية. وتقسم الاثار حسب المناطق
- آثار مملكة ماري، آثار حماة، آثار رأس الشمرة.
- آثار إيبلا.
- آثار تل حلب، آثار إرسلان طاش، وتل حاجب
- آثار تل أحمر (برسيب)، آثار تل الخويرة.
- آثار تل حلف
- آثار الحسكة والخابور والرقة.

### جناح الآثار القديمة
يتم عرض الآثار في هذا الجناح حسب التسلسل الزمني، أي الآثار اليونانية ثم الرومانية والبيزنطية إضافة إلى بعض التماثيل من الفترة الأخمينية والبارثية، ويبلغ العدد التقريبي لهذه القطع الأثرية (6000) قطعة. عرضت موجودات هذا القسم بخزائن متخصصة لكل نوع من القطع الأثرية كخزانة الأواني الفخارية، السرج الفخارية، القطع البرونزية، الزجاج، النقود..الخ.
كما عرضت بعض المنحوتات والجرار الفخارية الكبيرة بشكل حر في أرجاء الصالة.
وقد جاءت أهم المعروضات في المتحف الكلاسيكي من منبج حيث كانت مدينة مزدهرة في العهد الروماني والبيزنطي كما أصبحت في العهد الروماني مركز الإنتاج الفني في شمال سورية بعد انتشار مدرسة تدمر الفنية وقد تميزت المدرستان بالطابع المحلي ويقودنا إلى الاعتقاد بأن الفنان المنبجي أو التدمري استوعب التقاليد الفنية الرومانية واستفاد منها لكنه بقي فناناً محلياً أصلياً حافظ على تقاليد بلاده المحلية.

### جناح الآثار العربية والإسلامية
اعتبر عام 1975 عاماً للآثار الإسلامية في حلب حيث تم افتتاح قسم للآثار الإسلامية إلى جانب الأقسام الأخرى وذلك بناءً على مرسوم صدر من رئيس الجمهورية. ويبلغ عدد القطع المعروضة في القسم الإسلامي 525 قطعة منها 225 قطع نقدية.ويضم العديد من المنوعات من جرار وكتابات وأواني فخارية وزجاجية من الفترات العربية الإسلامية المختلفة بما في ذلك بعض المخطوطات والرنوك المملوكية وقبر إسلامي بديع الكتابة من القرن الثاني عشر م. بالإضافة إلى أنواع المسكوكات العربية الإسلامية. وهناك قاعة تضم سقف بيت صادر الجميل بزخرفته وكتاباته ويعود إلى القرن الثامن عشر بالإضافة إلى بعض قطع السجاد النادرة. وقد وضع ماكيت حلب ضمن الأسوار وسط الجناح

### جناح الفن الحديث
ويضم لوحات هامة وتماثيل لفناني حلب والقطر من أمثال فتحي محمد وفاتح المدرس ولؤي كيالي وسواهم، وهناك فسيفساء صرين الرائعة وتعود إلى القرن السادس للميلاد وتمثل آلهه وراقصات ومشاهد صيد

### باحة المتحف الداخلية
أحدثت عام 1974 وتضم بعض التماثيل الكبيرة البازلتية للآلهة حدد والآلهة تيشوب مع الكتابة الهيروغليفية الحثية من الألف الأول قبل الميلاد، بالإضافة إلى التماثيل الرومانية وفسيفساء من القرن الثالث للميلاد تمثل مشاهد صيد.

### الباحة الخارجية
تضم قطع اثرية من مختلف العصور الآشورية والرومانية والبيزنطية والعربية الإسلامية، ومن بينها الحجر البازلتي الذي يمثل رجلين مجنحين بحالة حركة حول القمر والشمس والذي وجد في المعبد الحثي في قلعة حلب ويعود إلى القرن التاسع ق.م ومن روائع القطع الأثرية المحفوظة في متحف حلب، تمثال أمبوشاد الكاتب الرئيسي في ماري الألف الثالث ق.م ومثلها المزهرية الحجرية الستآتيت. وتمثال إله من البرونز المذهب من مصياف الألف الثاني ق.م. ولوح عليه إله جالس على كرسيه يعتقد أنه إيل وأمامه يقف ملك ماري الألف الثاني ق.م. ومشهد أسطوري على حجر بازلتي من تل حلف القرن 9ق.م. وتمثال كائن مجنح بازلتي من تل حلف أيضاً. وتمثال أسد بازلتي آخر من أرسلان طاش القرن 9 أو8ق.م. ونصب بازلتي من عين دارا القرن 9ق.م. ونصب الرب ملقارت الفينيقي القرن 9ق.م وغيرها.

### الدور الارضى
في الطابق الأرضي يتكون من قسمين رئيسيين : قسم الثقافة وقسم ما قبل التاريخ السوري الحضارات القديمة. القسم الأول عبارة عن قاعة كبيرة تحتوي على عينات التي عديدة من العصر الحجري من العناصر البشرية وأدوات وجدت في مدينة حلب، عين دارة وإيبلا. ويحتوي أيضا أقدم مأوى الإنسان المتحضر (8500 قبل الميلاد).
القسم الثاني يتكون من مجموعة من القاعات، مصنفة وفقا للمناطق الجغرافية السورية، ومكرسة لالحضارات من سوريا. العديد من العصر البرونزي الكائنات من حماة وأوغاريت هي معروضة في هذه القاعات والتماثيل والكتابات المسمارية من ماري، وكذلك القطع التي اكتشفتها ماكس مالوان في موقع تل براك. وعلاوة على ذلك، العصر الحديدي المواد والآشورية تماثيل نمط من المواقع الأثرية في الجزيرة آل المنطقة، والفرات وجدت المنطقة يمكن أن يكون.

## معرض صور

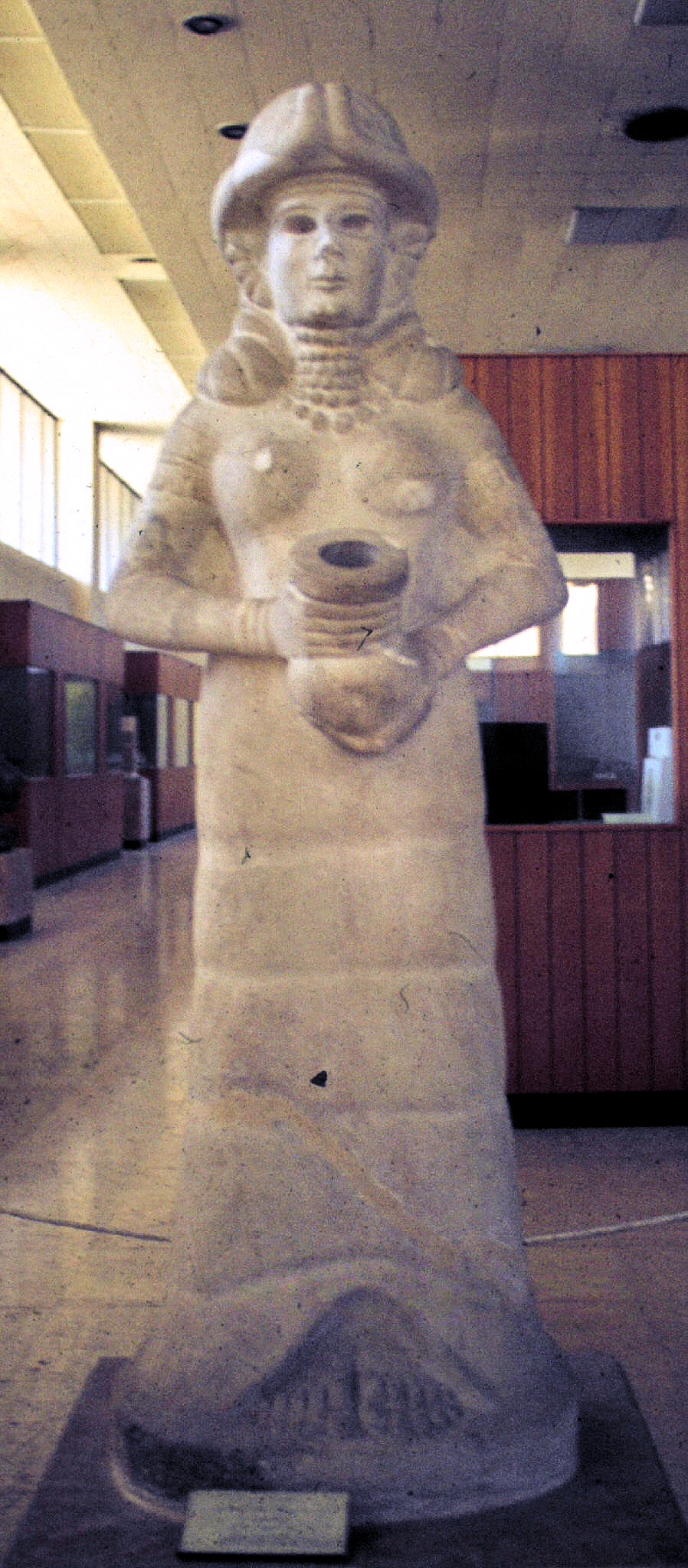
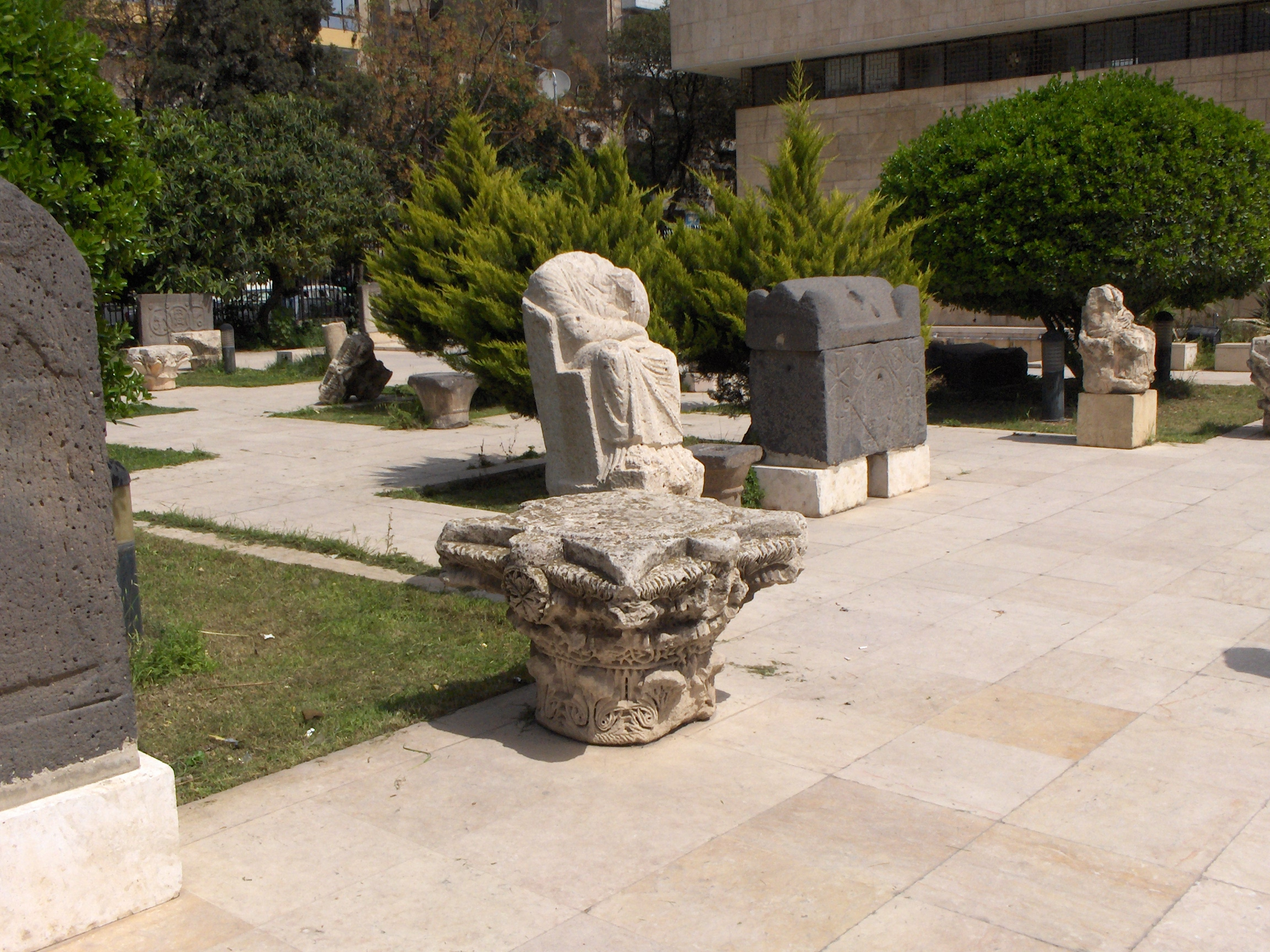
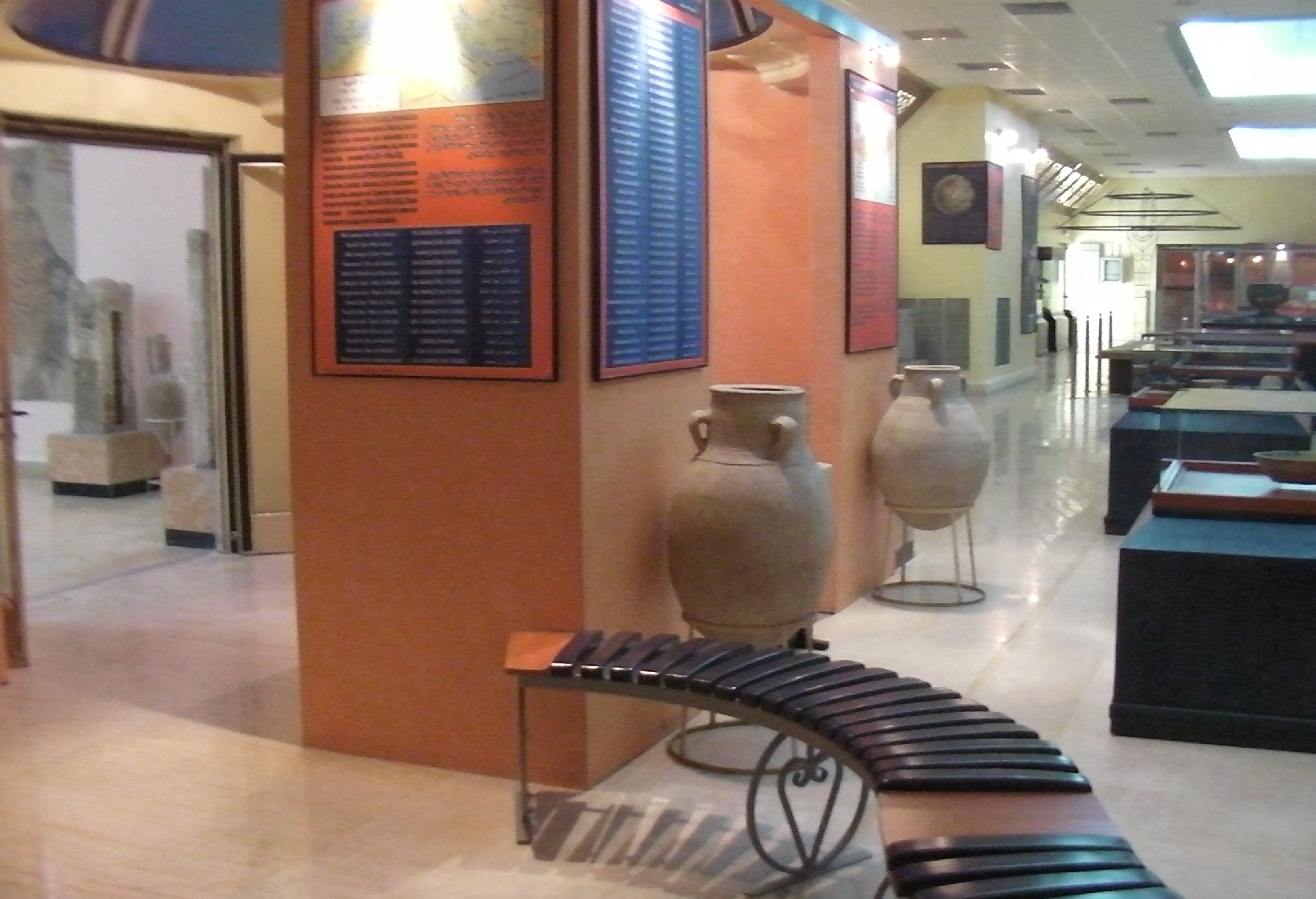
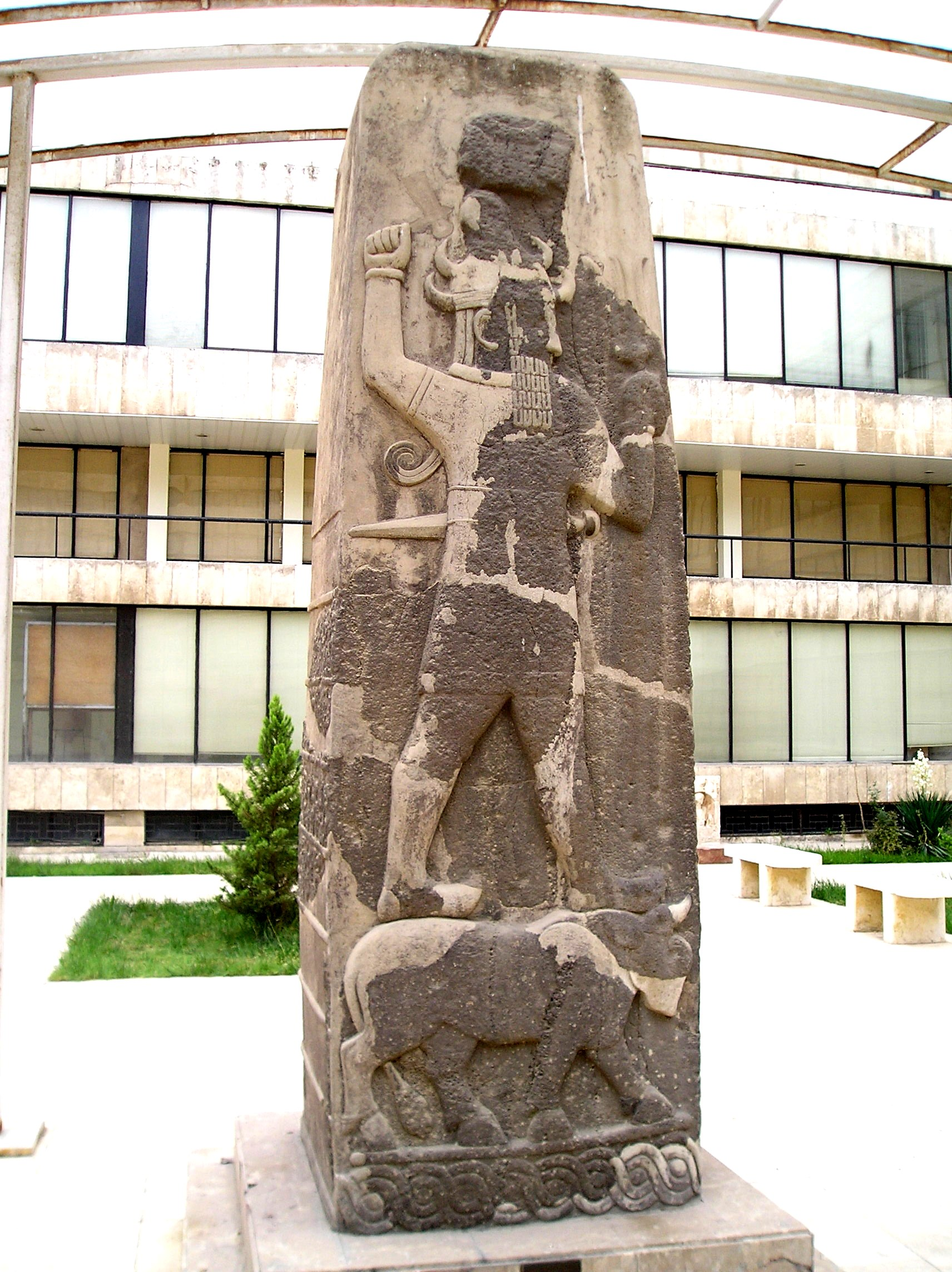

## وصلات داخلية
- قائمة متاحف سوريا
- محافظة حلب

## وصلات خارجية
- قاعة الجزيرة السورية في متحف حلب